# Arthrophaga myriapodina
Arthrophaga myriapodina — вид паразитичних грибів родини ентомофторових (Entomophthoraceae). Паразитує на багатоніжках. Поширений в східній частині США. Описаний у 2017 році.

## Таксономічна історія
Arthrophaga myriapodina була вперше зібрана Роландом Такстером з Північної Кароліни в 1886 році на Boraria infesta, але він офіційно не описав і не назвав грибок. У 1916 році А. Т. Спір надіслав Такстеру додаткові зразки, позначені як Entomophthora myriapodina, але назва так і не була офіційно опублікована. Кеті Т. Годж, Енн Е. Гаєк і Андрій Грянський показали, що A. myriapodina відрізняється від споріднених таксонів, включаючи Entomophthora, і офіційно назвали його типовим видом нового роду. Це перший гриб-паразит багатоніжок, відомий із ряду Entomophthorales.

## Опис
Arthrophaga myriapodina утворює чіткі пустули від білого до світло-коричневого кольору, які з'являються між сегментами багатоніжки. Його первинні конідії мають грушоподібну форму і містять 8–18 ядер, які примусово розряджаються. Примітно, що стадія спокою спори не спостерігалася.

## Екологія
Arthrophaga myriapodina зустрічається у східній частині Північної Америки з травня по жовтень, зазвичай через 12-24 години після дощу. Відмічений багатоніжках Apheloria virginiensis, Boraria infesta та Nannaria sp.. Заражені багатоніжки зазвичай піднімаються на підвищене місце перед смертю.